# At-Tijas
At-Tijas (arab. ‏التياس‎) – miejscowość w Syrii, w muhafazie Hims. W 2004 roku liczyła 2564 mieszkańców.